# Dólar do Suriname

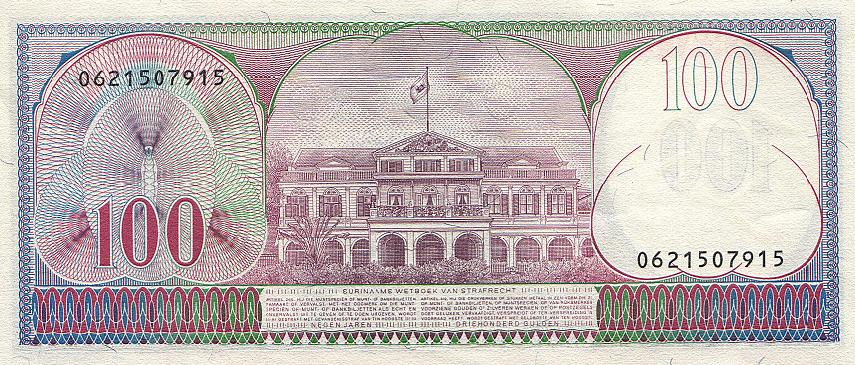

O dólar do Suriname é a moeda utilizada no Suriname desde 2004.
O dólar do Suriname substituiu o Gulden em 1° de janeiro de 2004, com um dólar igual a 1 000 gulden.
Inicialmente, apenas moedas estavam disponíveis devido a problemas de impressão do papel moeda no Canadá.